# Holger Czukay
Holger Czukay, född 24 mars 1938 i Fria staden Danzig (dagens Gdańsk i Polen), död 5 september 2017 i Weilerswist i Euskirchen i Nordrhein-Westfalen, var en tysk multiinstrumentalist och kompositör, främst känd för sitt medlemskap i den tyska experimentella musikgruppen Can från dess bildande 1968 fram till 1977. Czukay släppte även ett antal soloalbum. Han använde sig vid flera tillfällen av ljud från kortvågssändningar vid skapandet av musik.
Czukay studerade under åren 1963-1966 för Karlheinz Stockhausen och träffade under den tiden Michael Karoli, senare också medlem i Can.

## Diskografi, soloalbum
- Canaxis 5 (1969)
- Movies (1979)
- On the Way to the Peak of Normal (1981)
- Der Osten ist Rot (1984)
- Rome Remains Rome (1987)
- Radio Wave Surfer (1991, Live 1984, 1986 och 1987)
- Moving Pictures (1993)
- Good Morning Story (1999)
- La Luna (2000)